# Mauna Loa

Zusammen mit vier weiteren Vulkanen formt der Mauna Loa die Insel Hawaii.

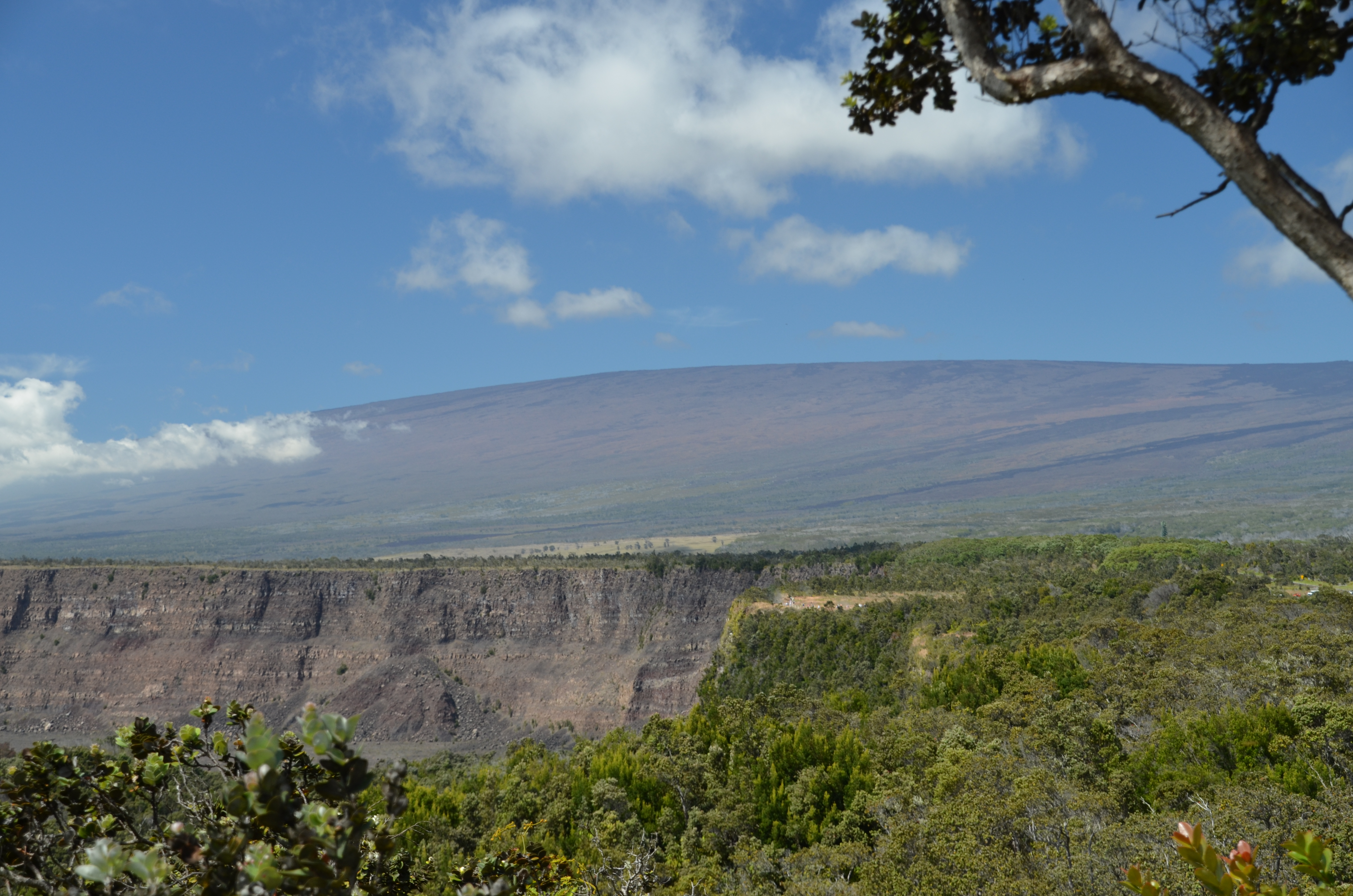
Blick über den Rand der Caldera des Kīlauea zum Mauna Loa

Der Mauna Loa ist einer der größten aktiven Vulkane der Erde und liegt mitten im Pazifik auf Hawaii, der größten Insel der Inselgruppe von Hawaii. Der jüngste Ausbruch war Ende 2022. Auf über drei Kilometern Höhe liegt hier die NOAA-Messstation für den Kohlendioxidgehalt der Atmosphäre, deren Messdaten zur Erstellung von Klimamodellen genutzt werden (Keeling-Kurve).

## Name
Der hawaiische Name Mauna Loa bedeutet „langer Berg“, was sich durch seine von NNO nach SSW langgestreckte Form erklärt.

## Lage
Der Schildvulkan nimmt einen Großteil von Hawaii, der größten Insel der hawaiischen Inselgruppe, ein.

## Größe
Der Berg ragt 4169 m auf, reicht aber weitere 5000 m bis zu seinem submarinen Fuß ins Meer hinunter. Wissenschaftler haben errechnet, dass sich durch das Gewicht des Berges der Meeresboden darunter um ca. 8000 m abgesenkt hat, so dass die Gesamthöhe gemessen ab Fuße des Berges rund 17.000 m beträgt.
Seine Länge beträgt ca. 120 km. Er bedeckt 5270 km² und hat ein Volumen von etwa 80.000 km³.
Er ist damit der zweitgrößte (nicht aber höchste) Vulkan der Welt. Nur der Pūhāhonu ist mit einem Volumen von etwa 148.000 km³ größer.

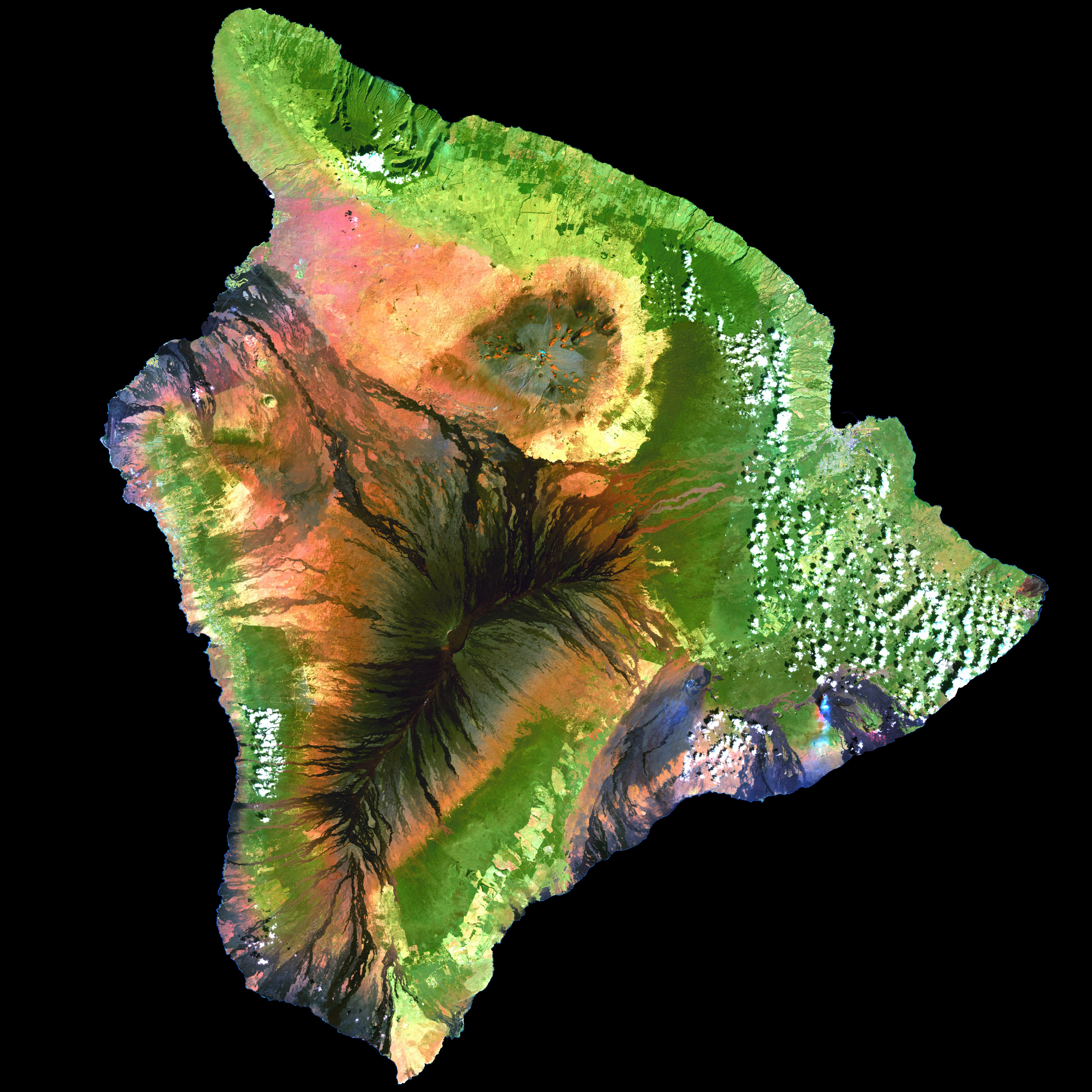
Satellitenbild der Insel Hawaii, Mauna Loa mit den Riftzonen Mitte und Südwesten (Nord = oben)

## Aufbau des Vulkans
Es handelt sich um einen langgestreckten Schildvulkan mit einer Gipfelcaldera, die 3 × 5 km misst und eine Tiefe von 183 m aufweist. Diese Caldera hat den hawaiischen Namen Mokuʻāweoweo und ist vermutlich vor 600–750 Jahren eingestürzt, und zwar in einer älteren, 6 × 8 km großen Caldera. Mauna Loa befindet sich derzeit noch im 2. Aufbaustadium von vulkanischen Ozeaninseln, dem Schildstadium. Der untere Teil des Vulkans ist bis ca. 1.000.000 Jahre alt und stammt aus dem 1. Aufbaustadium, dem Seamountstadium. Dieser untere Teil ist gekennzeichnet durch Kissenlaven und Hyaloklastiten, der obere Teil vor allem durch Tholeiitbasalte von geringer Viskosität.
Wie auf vielen großen Vulkanen befinden sich auch auf Mauna Loa Vulkanspalten, die in diesem Fall für die längliche Form des Vulkangebäudes verantwortlich sind. Hier handelt es sich um zwei axiale Riftzonen, die von der Gipfelcaldera Mokuʻāweoweo ausgehen. Jede von ihnen enthält magmagefüllte Spalten.

## Eruptionsgeschichte

### Aus der Frühzeit der Insel und der Besiedlung
Es wird vermutet, dass die ersten Eruptionen im System vor 1.000.000 bis 700.000 Jahren stattfanden. Vor geschätzten 400.000 Jahren hat der Vulkan das Seamount-Stadium überwunden und Laven bzw. Tephra gefördert, wobei aber die ältesten tatsächlich bisher eindeutig datierbaren Gesteine ein Alter von ca. 200.000 Jahren aufweisen.
Nur wenig ist von Ausbrüchen während der Zeit der rein polynesischen Besiedelung bekannt, obwohl archäologische Funde von Obsidian in der Gipfelregion als Nachweise für Besteigungen vor dem Kontakt mit Europäern angesehen werden können. Als Archibald Menzies als erster Europäer 1794 den Berggipfel erreichte, gab es wohl keine Aktivität. Aus dem Jahre 1832 verfügt man über den Bericht eines Missionars über einen Ausbruch des Mauna Loa, allerdings befand sich der Berichterstatter auf der Nachbarinsel Maui, ca. 190 km entfernt.
Seither sind mindestens 34 Eruptionen des Mauna Loa dokumentiert, davon 17 Ausbrüche im 19. Jahrhundert und 15 im 20. Jahrhundert, der jüngste im Jahr 2022. Ein Ausbruch im 19. Jahrhundert dauerte ein ganzes Jahr, von August 1871 bis August 1872. Dabei wurden insgesamt 4,1 km³ Laven gefördert. In der Vossischen Zeitung wurde im Frühjahr 1887 über einen weiteren Vulkanausbruch berichtet.

### Ausbruchsserie im Jahre 1950
Nach Ausbrüchen in den Jahren 1907, 1919 und 1926 kam es 1950 zum spektakulärsten Ausbruch des Vulkans Mauna Loa in historischer Zeit.
Der Ausbruch konzentrierte sich auf die Südwestflanke des Berges, wobei sich eine 20 km lange Eruptionsspalte über die Riftzone zog. Dabei folgten die Ausbrüche dem am Mauna Loa festgestellten Rhythmus, wobei eine Gipfeleruption meist nach etwa 1–2 Jahren einen Flankenausbruch nach sich zieht.
Obwohl die Eruptionsstellen in einer Höhe von ca. 3200 m über dem Pazifik lagen, erreichten die Laven diesen in weniger als vier Stunden. Zahlreiche Lavaströme entstanden im Lauf der Eruptionen aus gestaffelt angeordneten Spalten, jedoch blieb der angerichtete Schaden relativ gering. Die ʻAʻā-Laven eines Lavastroms strömten mit einer Geschwindigkeit von bis zu 48 km/h zu Tal. Besonders spektakulär war das Einströmen dieser Laven ins Meer.
Während der 23 Tage lang anhaltenden Ausbrüche hatte der Vulkan schließlich 376 Mio. m³ an Laven produziert, wobei es sich um den Ausbruch mit der größten bisher bekannten Abflussrate auf Hawaii handelt.

### Ausbruch 1984

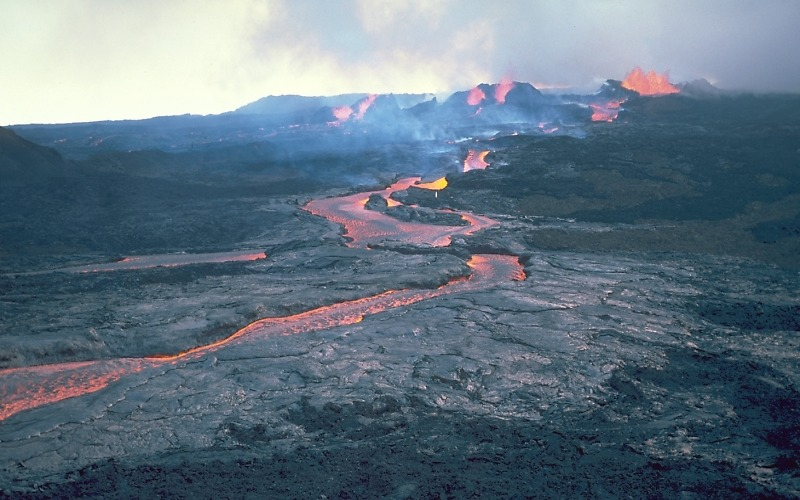
Ausbruch des Mauna Loa 1984

Seit der Ausbruchsserie von 1975 hatte man im Vulkan Mauna Loa zunehmende Aufwölbung festgestellt. Hierzu gesellten sich im Frühjahr 1984 Erdbebenschwärme, wovon die tiefst gelegenen Erdbeben bei 13 km geortet wurden und die heftigsten eine Stärke von 6,6 erreichten. Dies ließ auf die Intrusion von Dykes schließen. Kurz vor dem Beginn der Ausbrüche am 24. März 1984 steigerte sich die Zahl der Mikrobeben und Vulkanischer Tremor setzte ein, so dass man auf dem 42 km entfernten Mauna Kea die empfindlichen Teleskope nicht mehr ruhig halten konnte.
Am 25. März setzten die eigentlichen Ausbrüche zunächst mit Lavafontänen im Südwesten der Gipfelcaldera ein. Schon nach 2–3 Stunden war ein Großteil der Caldera mit Lava bedeckt. Am Spätnachmittag verlagerte sich die Aktivität auf die nordöstliche Riftzone ca. 650 m unterhalb des Gipfels.
In den nächsten Tagen bedrohten die Lavaflüsse die Stadt Hilo, stoppten jedoch am Rande derselben, weil sich die Lava schließlich mittels Durchbrechung von Levees auf ein weites Hanggebiet verteilt hatte und nicht mehr kanalisiert in wenigen Rinnen strömte. Außerdem hatte sich durch Abkühlung ihre Viskosität erhöht (ʻAʻā-Lava). Die geringe Hangneigung vor der Stadt und Bewuchs bremsten die Lavaströme ab. Am 15. April war die Ausbruchsserie beendet.

### Entwicklung in den 2000er-Jahren

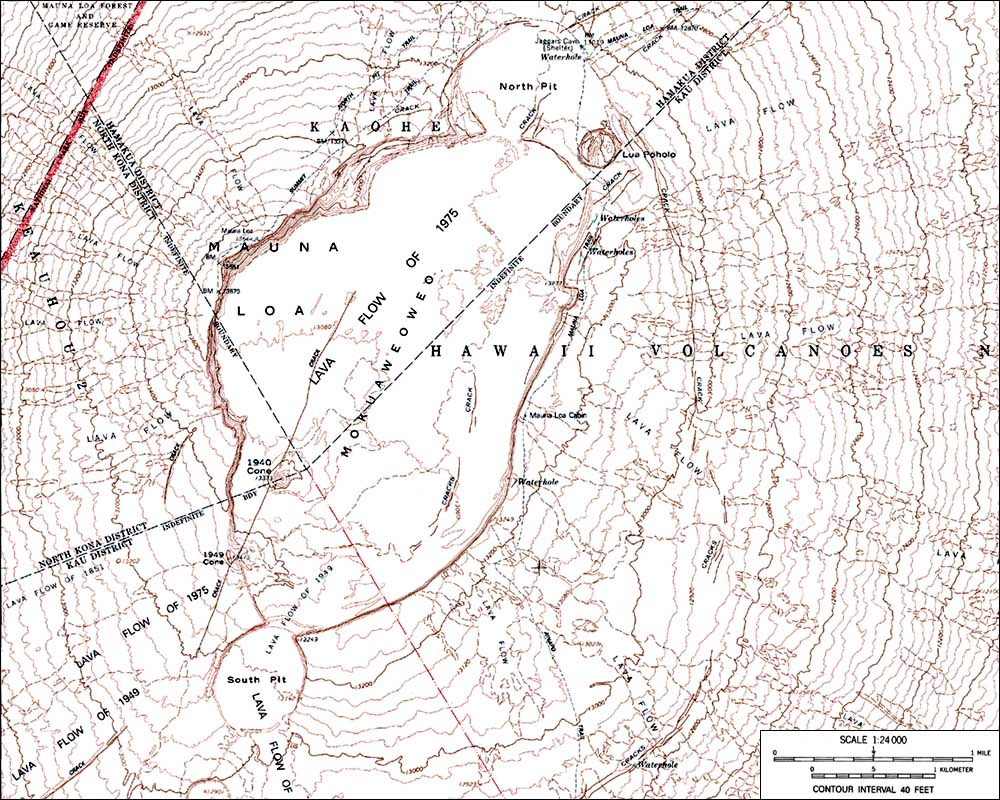
Topographische Karte vom Gipfel des Mauna Loa (Maßstab 1:24.000) von USGS Mauna Loa

Seit Anfang Juli 2004 wurde in der Tiefe des Mauna Loa eine steigende Anzahl vulkanischer Tremoren registriert. Die Anzahl der Beben fluktuierte von Woche zu Woche, war aber höher als normal. Alleine in der ersten Septemberwoche des Jahres 2004 waren es mehr als 350 Erdbeben in 35 bis 50 km Tiefe. Es handelte sich hierbei um langperiodische Erdbeben, deren Schockwellen allmählich aus dem seismischen Hintergrund hervortreten. Dies war seit dem Beginn der Aufzeichnungen im Jahre 1960 noch nicht vorgekommen.
Die Veröffentlichung einer geophysikalischen Studie führte im Mai 2007 zu einem starken Medienecho. Manche Meldungen erweckten dabei den Eindruck, dass ein Ausbruch kurz bevorstehen würde. Das Hawaiian Volcano Observatory stellte in einem Bericht am 21. Mai fest, dass es keine signifikanten Veränderungen gäbe.
Wie viele Calderen, etwa die Campi flegrei oder die Askja, scheint Mauna Loa zu „atmen“. So stellte man unmittelbar nach der Ausbruchsserie von 1984 eine beginnende Auswölbung fest, die sich aber dann für etliche Jahre ins Gegenteil kehrte. Erst ab 2002 begann der Vulkan sich neuerlich aufzuwölben, was aber bis 2009 wieder abgebremst wurde. Seit 2010 ist nur eine sehr langsame Aufwölbung zu verzeichnen.
Im Herbst 2012 erwies sich der Vulkan als ruhig, es wurde keine signifikante Aufwölbung festgestellt und nur wenige oberflächennahe Erdbeben, auch keine auffallenden Gasemissionen.

### Ausbruch 2022

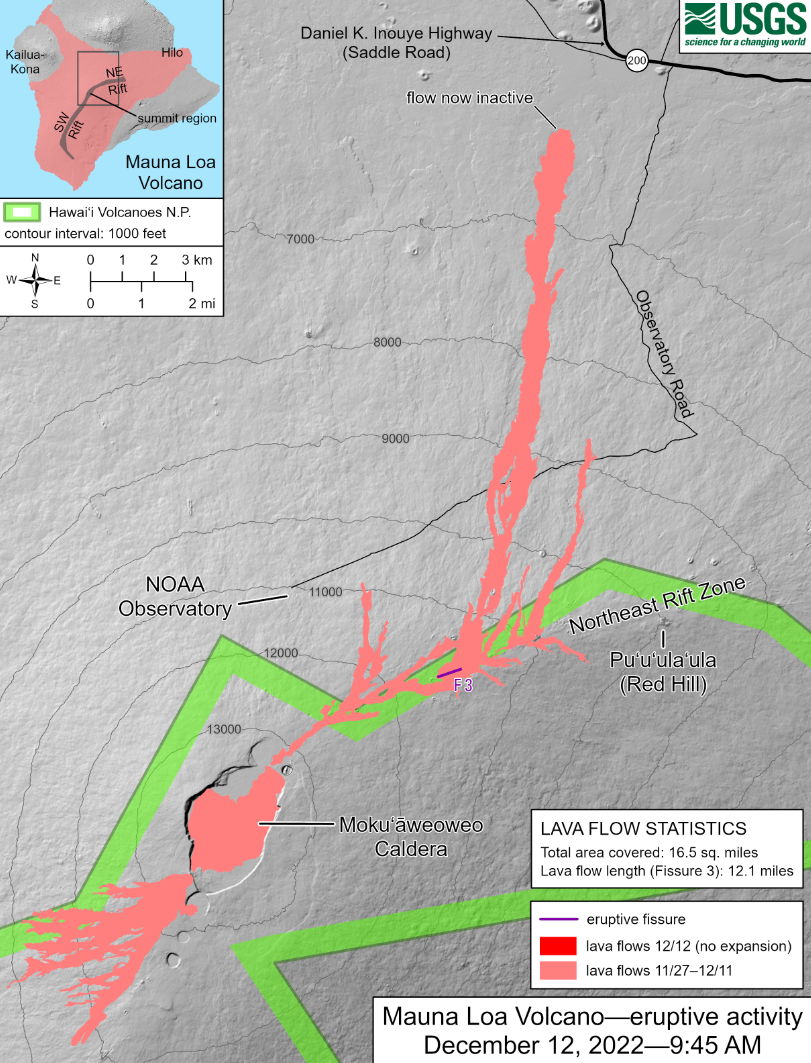
Karte des Lavastroms 2022

In den Tagen und Wochen vor dem Ausbruch war schon eine Aufblähung des Vulkans beobachtet worden, sodass die Behörden die Warnstufe Gelb ausriefen. Kurz vor Mitternacht vom 27. auf den 28. November 2022 (Ortszeit Hawaii) begann eine starke Phase mit Erdbeben, darunter zwei sehr flache Erdbeben direkt am Mauna Loa der Stärke 4,2 und 4,0. Vulkanischer Tremor trat ebenfalls auf. Um 09:45:38 UTC (23:45:38 Ortszeit Hawaii, 27. November 2022) setzten die Behörden die Warnstufe des Vulkans auf Rot. Die Livekamera und auch die Thermalkamera vom nördlichen Kraterrand aus zeigten an einem langen Riss Lavafontänen und glühende Lava, die sich in der Caldera ausbreitete. Auch Augenzeugen von der Insel bestätigten den Ausbruch, da sie in der Nacht ein Glühen am Berg sahen. Nach wenigen Stunden folgten Spalteneruptionen an der Flanke bei der nordöstlichen Riftzone. Daraus resultierten mehrere Lavaflüsse außerhalb der Caldera. Am 29. November wurde die Straße zum NOAA Observatory durch einen Lavafluss abgeschnitten. Am 7. Dezember näherte sich die Spitze des Hauptstromes bis auf 2,9 Kilometer dem Daniel K. Inouye Highway, der den westlichen Teil mit dem östlichen Teil der Insel verbindet. Das Hawaiian Volcano Observatory erklärte am 13. Dezember, dass der Mauna Loa nicht mehr aktiv sei.

## Hot Spot

Karte der Hawaii-Emperor-Insel- und Seamountkette

Mauna Loa sowie die anderen Vulkane auf Hawaii, Mauna Kea, Hualālai und Kīlauea, sind über einem Hot-Spot entstanden. Hot-Spots sind Gebiete, wo aus dem tiefen Erdmantel aufsteigende heiße Aufströme, sogenannte Plumes, Material bis an die Erdoberfläche transportieren. Im Fall von Hawaii wird die Region auf der pazifischen Lithosphärenplatte durch die Plattentektonik langsam über den Hot-Spot geschoben, wodurch im Abstand vieler Millionen Jahre eine ganze Kette von Vulkaninseln und Seamounts, die Hawaii-Emperor-Kette gebildet wurde, die von den Aleuten bis in die Mitte des Pazifiks reicht.
Diese Theorie dient auch dazu, um die unterschiedlichen Zusammensetzung von Laven von Mauna Loa im Vergleich mit solchen von Mauna Kea zu erklären. Die tholeiitischen Basalte von Mauna Loa, ein Vulkan, der sich im Stadium des Schildaufbaus befindet, sind demnach Folge einer Position direkt über dem Hot Spot. Dagegen ist der Mauna Kea schon im nächsten Stadium angelangt, liegt nicht mehr direkt über dem Hot Spot, und fördert Basalte der alkalischen Serie. Manche Forscher erklärten dies mit von der chemischen Zusammensetzung her unterschiedlichen Zonen des Mantels, von denen das Magma stammen würde, andere mit unterschiedlicher Zonierung des aufsteigenden Mantel-Plumes.

## Untersuchungen zur Vegetation am Vulkan Mauna Loa
Im Jahre 1997 wurden am Mauna Loa Untersuchungen an sechs verschiedenen Orten zum Wachstum von Eisenhölzern durchgeführt, einem blühenden Strauch, der dem Rhododendron ähnelt und für den Pazifikraum typisch ist. Man wollte unterschiedliche Vegetationsbedingungen, vor allem den Einfluss von Höhe und Temperatur testen. Wie zu erwarten, stellte sich heraus, dass die in unteren Lagen angesiedelten Pflanzen (auf ca. 700 m) besser gediehen als die in ca. 1600 m Höhe. Aus einigen Gründen fand man, dass Mauna Loa für solche Tests besonders geeignet ist: Wegen der isolierten Lage gedeiht auf den Inseln nur eine begrenzte Artenzahl. Zudem existieren auf dem Schildvulkan erkaltete Lavaströme, die viele Klimabereiche abdecken, so dass sich ein sehr homogenes Bild des bezüglich seines Alters gut kartierten Bodens ergibt.

## Mythen und Legenden um Mauna Loa
Die Vulkangöttin Pele soll eines Tages inkognito mit Poliʻahu, der Schneegöttin des Mauna Kea, ein Schlittenrennen gefahren sein. Plötzlich aber sprang Feuer aus der Erde und Poliʻahu erkannte ihre Feindin Pele.
Eines Tages wird Pele von ihrer Schwester verbannt und sucht Zuflucht im Tor zur Unterwelt, Mauna Loa, wo sie von da an wohnt.

## Observatorien auf dem Mauna Loa
Auf dem Mauna Loa befinden sich die Messstation Mauna Loa, eine meteorologische Messstation, die vor allem auf Kohlendioxid-Messungen spezialisiert ist (siehe Keeling-Kurve), sowie eine Sternwarte. Im Haushaltsentwurf für 2026 von US-Präsident Donald Trump ist die Schließung der meteorologische Messstation vorgesehen, was zu zahlreichen Protesten von Wissenschaftlern führte.

### Fotos und Videos
- HVO: Mauna Loa Webcam

### Wissenschaftliche Beiträge
- Hawaiian Volcano Observatory / USGS
- Mauna Loa im Global Volcanism Program der Smithsonian Institution (englisch)
- Mauna Loa Observatory (MLO) NOAA
- Mauna Loa Solar Observatory (MLSO) – operated by the High Altitude Observatory, Boulder, Colorado
- Ken Hon, e.a.: Field interpretation of active volcanoes. A handbook for viewing lava, Geology Dept., University of Hilo, Hawaii, 2008 (PDF, englisch; 8,3 MB)
- Peter Schiffman: Hyaloclastites and the slope stability of Hawaiian volcanoes: Insights from the Hawaiian Scientific Drilling Project’s 3-km drill core, Journal of Volcanology and Geothermal Research 151 (2006) 217–228 (PDF, englisch; 617 kB)
- Alexander V. Sobolev, e.a.: An olivine-free mantle source of Hawaiian shield basalts, NATURE, Vol. 434, 2005 (PDF, englisch; 1,1 MB)
- J.W. Raich, ea.: Primary Productivity and Ecosystem Development along an Elevational Gradient on Mouna Loa, Hawaii, Ecology, 78 (3), 1997, S. 707-721 (PDF, englisch; 1,2 MB)